# Расплата (фильм, 2016)
«Расплата» (англ. The Accountant) — остросюжетный боевик режиссёра Гэвина О’Коннора по сценарию Билла Дюбюка. В главных ролях — Бен Аффлек, Анна Кендрик и Дж. К. Симмонс. Премьера в США состоялась 14 октября 2016 года, в России — 27 октября 2016 года.

## Сюжет
В детстве у Кристиана Вольфа (Бен Аффлек) диагностирована высокофункциональная форма аутизма в медицинском центре, где он познакомился с Джастин, дочерью доктора. Отцу Криса не нравится идея, чтобы его сын оставался в дружеской обстановке, полагая, что Крис должен преодолеть трудности своего состояния. Потрясённая мать Криса оставляет семью. Опасаясь, что другие будут эксплуатировать сына, отец Криса — офицер армии США, специализирующийся на психологических операциях — устанавливает жёсткий режим, который включает стоицизм и боевые искусства для него и его брата Брэкстона.
В настоящее время Крис работает бухгалтером в небольшом офисе в торговом центре в Плейнфилде, штат Иллинойс. Он разоблачает финансовые обманы инсайдеров, часто работая на преступные и террористические организации. Клиенты Криса общаются с ним через Голос, чья личность неизвестна. Крис ежедневно слушает громкую музыку и смотрит на мигающие лампы, приучая себя к сенсорной перегрузке.
Директор FinCEN Рэй Кинг преследует Криса, известного как «Бухгалтер». Кинг шантажирует аналитика Министерства финансов США Мэрибет Медину, чтобы та помогла найти бухгалтера. Её зацепки включают выдуманные имена Криса, запись убийства девяти членов преступной семьи Гамбино и некоторые фотографии.
Криса нанимают для аудита компании «Ливинг Роботикс» после того, как основатель и генеральный директор компании Ламар Блэкбёрн и его сестра Рита узнают о несоответствиях от бухгалтера фирмы Даны Каммингс (Анна Кендрик). Крис выясняет, что более 61 миллиона долларов было растрачено. Финансового директора Эда Чилтона, страдающего диабетом, наёмник вынуждает совершить самоубийство от передозировки инсулина. Ламар отказывается от услуг Криса, утверждая, что Чилтон покончил с собой из-за растраты. Крис расстроен, так как не может закончить ревизию.
Медина выделяет голос Криса на записи убийства Гамбино, слыша, как он повторяет детский стишок «Соломон Гранди». Она выясняет, что модуляция его голоса напоминает голос тех, кто страдает аутизмом. Также она выясняет, что Крис берёт псевдонимы в честь известных математиков, включая его нынешнее вымышленное имя Кристиан Вольф. Используя записи Налоговой службы США, Медина находит его офис в Иллинойсе.
Наёмники не смогли убить Криса; один из них говорит, что следующей целью является Дана. Крис спасает ее перед тем, как отвести в своё секретное убежище, в котором хранятся произведения искусства и другие ценности, которые он использует в случае необходимости быстро исчезнуть. Во время разговора Крис понимает, что растрата в «Ливинг Роботикс» работает по такой же схеме, как в случае с сумасшедшим Эдди: деньги, украденные у компании, возвращаются в компанию, повышая прибыль и повышая оценку компании при подготовке к IPO. Когда Крис приходит к Рите, то находит её мёртвой, и понимает, что в растрате виноват Ламар.
Правительственные агенты обыскивают хорошо защищённый дом Криса. Кинг объясняет Медине, что Крис попал в тюрьму в Ливенворте после драки на похоронах его матери. На этих похоронах был убит отец Криса, который пытался защитить сына. Крис изучал бухгалтерский учёт у Фрэнсиса Силверберга, бухгалтера семьи Гамбино, который впоследствии стал информатором ФБР. Кинг был куратором Силверберга, но его бездействие привело к жестокому убийству информатора; Кинг вёл наблюдение за Гамбино, когда Крис пришёл, чтобы отомстить за своего наставника. Крис мог убить Кинга, но отпустил его, спросив, хороший ли он отец. Кинг начал получать информацию от «Голоса», когда преступники нарушили моральный кодекс Криса, а затем стал директором FinCEN. Кинг говорит Медине, что кто-то должен продолжить его дело, когда он уйдёт. Звонит телефон, и Голос говорит Медине о «Ливинг Роботикс».
Крис идёт в особняк Ламара, где его ждут киллер и наёмники. Во время драки киллер понимает, что Крис повторяет детский стишок, и выясняется, что киллер является братом Криса Брэкстоном; они не видели друг друга с того момента, как Крис попал в тюрьму. Брэкстон обвиняет брата в смерти их отца. Ламар вмешивается в разговор, Крис его убивает. Братья договариваются встретиться через неделю.
Когда ещё одна семейная пара с ребёнком посещает медицинский центр, показанный в начале фильма, мальчик знакомится с Джастин, которая всё ещё является пациенткой; она — Голос, а Крис финансирует центр за счёт прибыли от аудита. Дана получает картину Джексона Поллока, которую она видела в убежище. Крис переезжает на другое место.

## В ролях
| Актёр                 | Роль                   |
| --------------------- | ---------------------- |
| Бен Аффлек            | Кристиан Вольф         |
| Анна Кендрик          | Дана Каммингс          |
| Дж. К. Симмонс        | Рэй Кинг               |
| Синтия Аддай-Робинсон | Мэрибет Медина         |
| Джон Бернтал          | Брэкстон               |
| Джон Литгоу           | Ламар Блэкбёрн         |
| Джин Смарт            | Рита Блэкбёрн          |
| Энди Амбергер         | Эд Чилтон              |
| Джеффри Тэмбор        | Фрэнсис Силверберг     |
| Рон Пратер            | Фрэнк Райс             |
| Сьюзэн Уильямс        | Долорес Райс           |
| Элисон Райт           | Джастин                |
| Джейсон Дэвис         | Невролог, отец Джастин |
| Роберт С. Тревилер    | Отец Кристиана         |
| Мэри Крафт            | Мать Кристиана         |
| Сэт Ли                | Молодой Кристиан       |
| Джейк Пресли          | Молодой Брэкстон       |
| Иззи Фенеч            | Молодая Джастин        |

## Создание
В 2011 году сценарий Билла Дюбюка к фильму вошёл в Чёрный список лучших сценариев. В апреле 2013 года на главную роль рассматривался Уилл Смит. Какое-то время на пост режиссёра претендовали Мел Гибсон и братья Коэн. 1 октября 2014 года стало известно, что Бен Аффлек претендует на главную роль. 12 ноября 2014 года Variety и The Hollywood Reporter сообщили, что Анна Кендрик и Джей Кей Симмонс ведут переговоры о присоединении к актёрскому составу фильма. 14 ноября на одну из ролей стал пробоваться Джон Бернтал. 6 января 2015 года Синтия Аддай-Робинсон получила роль в фильме. 14 января Джеффри Тэмбор и Джон Литгоу были добавлены в актёрский состав фильма.
Съёмки начались 19 января 2015 года и проходили в Атланте.
Весь фильм снят на 35-мм киноплёнку, несмотря на всеобщую тенденцию перехода на цифровые технологии. Оператор Шеймас Макгарви выбрал такую технику из-за её гибкости в наиболее сложных съёмочных ситуациях.

## Отзывы
На сайте-агрегаторе Rotten Tomatoes фильм имеет рейтинг 52% на основании 285 критических отзывов. На сайте Metacritic рейтинг фильма составляет 51 из 100 на основании 45 отзывов.

## Продолжение
26 июня 2017 года компания Warner Bros. объявила о разработке продолжения «Расплаты», в который, как ожидалось, вернутся актёр Бен Аффлек, режиссёр Гэвин О’Коннор и сценарист Билл Дюбюк. Фильм «Расплата 2» вышел в прокат в 2025 году.